# 幽螳属
幽螳属（学名：Zopheromantis）为螳科的一个属。

## 下属物种
本属包括以下物种：
- 条足幽螳 Zopheromantis loripes Tindale, 1923